# Antoni Wawrzyniak

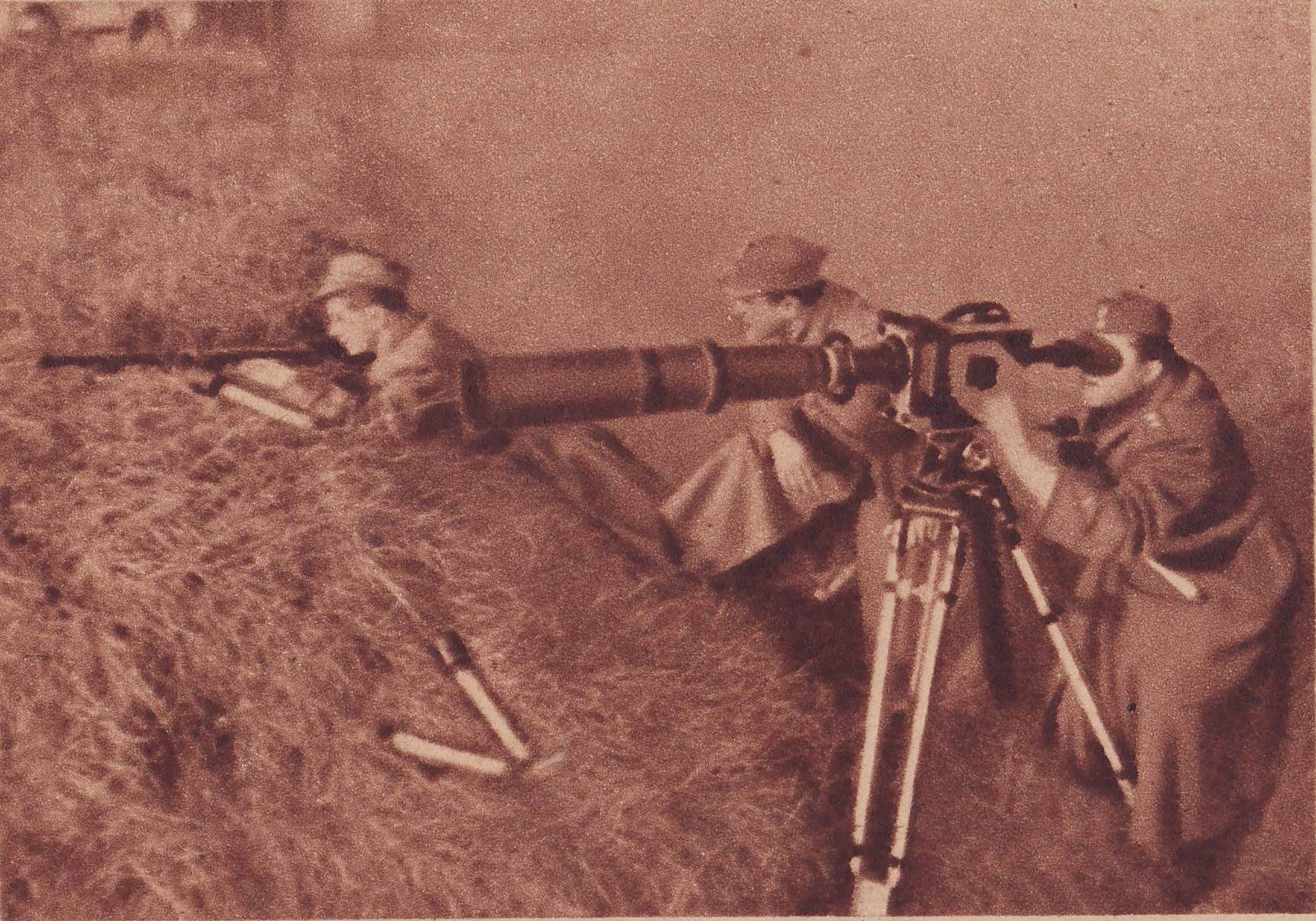
Antoni Wawrzyniak a Jerzy Urbaniak filmují boje s ukrajinskými jednotkami v provincii Rzeszów v roce 1946.

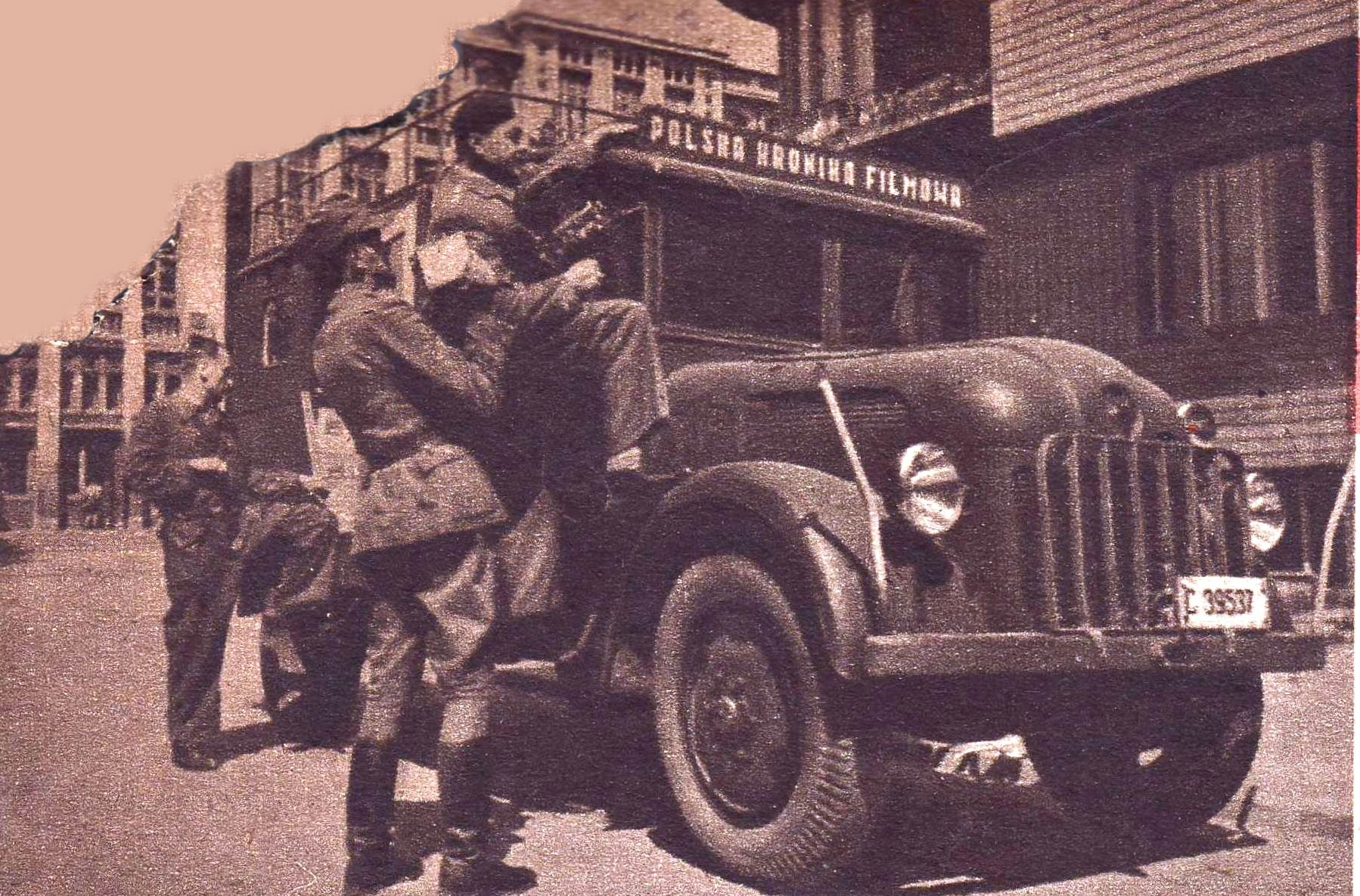
Antoni Wawrzyniak a asistent nakládají filmové vybavení do vozu Kronika Filmowa

Antoni Wawrzyniak pseudonym "Antonio" (13. června 1883 Varšava – 6. září 1954 Lodž) byl polský kameraman, fotograf, příslušník odbojového hnutí za druhé světové války, starší seržant Zemské armády, a účastník Varšavského povstání, během kterého působil jako kameraman oddělení Filmového úřadu informací a propagandy hlavního velitelství Zemské armády.

## Životopis
Jako kameraman pracoval již v meziválečném období, mimo jiné spolupracoval na filmu Pan Tadeusz z roku 1928, který režíroval Ryszard Ordyński. Během Varšavského povstání dokumentoval činnost v Śródmieście Północ. Po skončení 2. světové války pracoval ve Wytwórnia Filmów Oświatowych, především na krátkých filmech. Jako kameraman natočil dokumentární filmy Zagłada Berlina (Zkáza Berlína) v roce 1945, Szubienice w Stuthoffie (Šibenice ve Stuthoffu) z roku 1946, Zwalczamy gruźlicę (Bojujeme s tuberkulózou), Przetwórstwo ziemniaczane (Zpracování brambor) a Dzień pracy w PDT (Pracovní den v PDT) z roku 1950 a Pieśń pracy (Píseň práce) z roku 1951. V roce 1954 byl vyznamenán Stříbrným křížem za zásluhy.

## Galerie

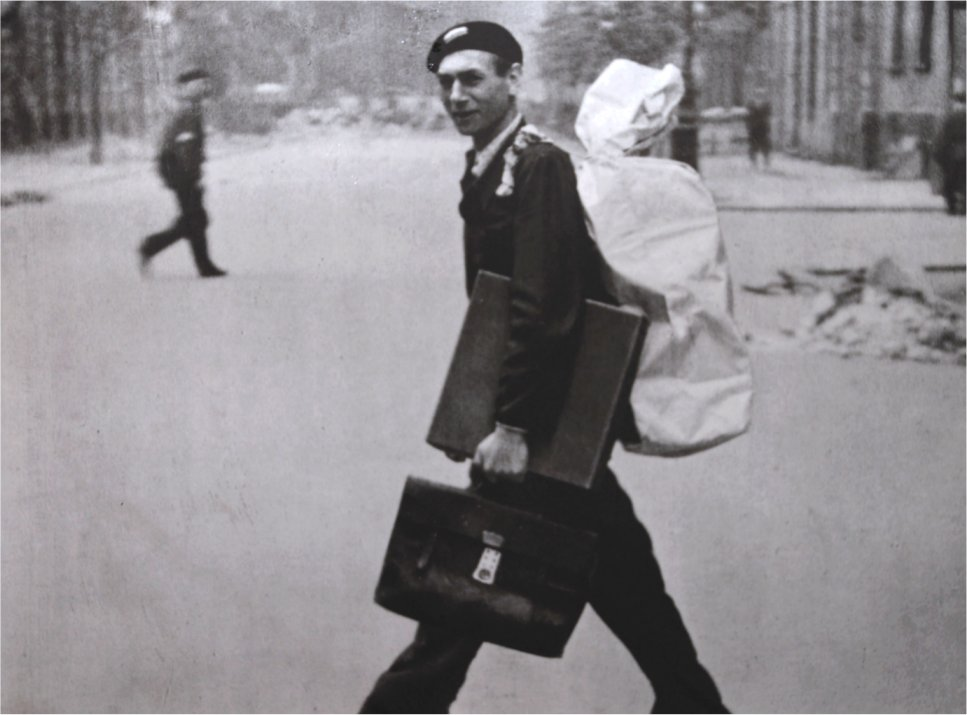
Kazmierczak Waclaw, 1944
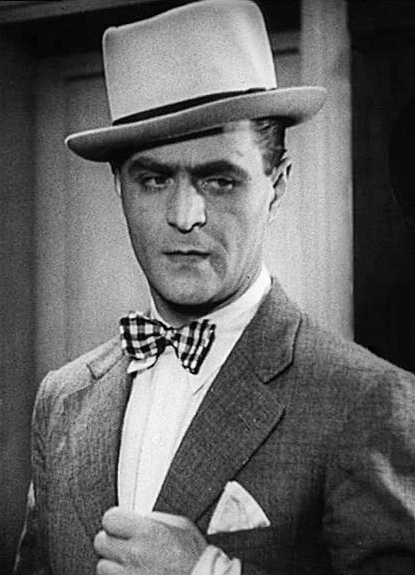
Adolf Dymsza, snímek z filmu Dvanáct křesel, 1933